# Grzybóweczka mączna
Grzybóweczka mączna (Mycenella lasiosperma (Bres.) Locq.) – gatunek grzybów należący do rzędu pieczarkowców (Agaricales).

## Systematyka i nazewnictwo
Pozycja w klasyfikacji według Index Fungorum: Mycenella, Mycenaceae, Agaricales, Agaricomycetidae, Agaricomycetes, Agaricomycotina, Basidiomycota, Fungi.
Po raz pierwszy takson ten opisał w 1883 r. Giacomo Bresàdola, nadając mu nazwę Mycena lasiosperma. Obecną, uznaną przez Index Fungorum nazwę nadał mu w 2009 r. Marcel V. Loicquin.
Nazwę polską zaproponował Władysław Wojewoda w 1999 r. W piśmiennictwie polskim Mycenella lasiosperma jest synonimizowany z Mycenella margaritispora, jednak według Index Fungorum są to odrębne gatunki.

## Morfologia
Kapelusz
Drobny, o średnicy 3–8 mm, o kształcie od szeroko stożkowatego do dzwonkowatego z małym garbkiem, higrofaniczny, promieniście prążkowany. Powierzchnia początkowo oprószona, potem naga, brązowawa do brudnej ochrowej z ciemniejszym garbkiem i jaśniejszym brzegiem. Starsze okazy blakną i przyjmują odcień ochrowy.
Blaszki
Blaszki dość rzadkie, wąskie, przyrośnięte do wolnych, białawe do białawych z żółtawym odcieńniem.
Trzon
Wysokość 20–35 mm, grubość 0,4–1 mm, prawie nitkowaty z lekko ukorzenioną podstawaą. Powierzchnia delikatnie owłosiona, bladobrązowa, wierzchołek jasny.
Cechy mikroskopowe
Strzępki w skórce z krótkimi występami przypominającymi pręty i licznymi pileocystydami 21,5–45,0 × 3,1–6,2 μm, szkliste, cylindryczne, mniej lub bardziej koralkowato rozgałęzione, często gładkie, z wąskimi wierzchołkami. Podstawki mają rozmiar 21,5–25,1 × 6,2–8,0 μm i posiadają po dwie sterygmy. Zarodniki o kształcie od kulistego do prawie kulistego i rozmiarach 5,4–7,7(–8,8) × 5,4– 6,2 μm, szkliste, o powierzchni drobno brodawkowanej, nieamyloidalne. Cheilocystydy i pleurocystydy są liczne. Mają rozmiar 30,8–46,5 × 6,2–11,2 μm, butelkowaty lub wrzecionowaty kształt, czasami nieco pogrubioną ścianę, długą szyjkę, koralkowato rozgałęzione wierzchołki, rzadko gładkie, pokryte granulkowatą substancjąrozpuszczalną w 5% KOH. Pilocystydy małe, 23,1–34,6 × 3,1–3,8 μm, są proste lub wygięte i mają inkrustowane wierzchołki.

## Występowanie i siedlisko
Występowanie tego gatunku opisano tylko w niektórych państwach Europy. W Polsce W. Wojewoda w 2003 r. przytoczył 6 stanowisk, w późniejszych latach podano wiele nowych. Jest rzadki.
Grzyb saprotroficzny. Występuje na zgniłych i omszonych pniach, na ściółce, w łęgach i olsach na stanowiskach naturalnych. Owocniki zazwyczaj pojedynczo od czerwca do października.